# Grammy Awards 1985
La 27ª edizione dei Grammy Awards si è svolta il 26 febbraio 1985 presso lo Shrine Auditorium di Los Angeles.

## Vincitori e candidati

### Categorie principali

#### Registrazione dell'anno
- What's Love Got to Do with It - Tina Turner; Terry Britten (produttore)
- Hard Habit To Break - Chicago; David Foster (produttore)
- Girls Just Want to Have Fun - Cyndi Lauper; Rick Chertoff (produttore)
- The Heart Of Rock & Roll - Huey Lewis and the News; Huey Lewis and the News (produttori)
- Dancing in the Dark - Bruce Springsteen; Jon Landau, Chuck Plotkin, Little Steven e Bruce Springsteen (produttori)

#### Canzone dell'anno
- What's Love Got to Do with It, scritta da Graham Lyle e Terry Britten, cantata da Tina Turner
- Against All Odds (Take a Look at Me Now), scritta e cantata da Phil Collins
- Hello, scritta e cantata da Lionel Richie
- I Just Called to Say I Love You, scritta e cantata da Stevie Wonder
- Time After Time, scritta da Cyndi Lauper e Rob Hyman, cantata da Cyndi Lauper

#### Album dell'anno
- Can't Slow Down - Lionel Richie
- She's So Unusual - Cyndi Lauper
- Purple Rain - Prince e The Revolution
- Born in the U.S.A. - Bruce Springsteen
- Private Dancer - Tina Turner

#### Miglior artista esordiente
- Cyndi Lauper
- Sheila E
- The Judds
- Corey Hart
- Frankie Goes to Hollywood

### Country

#### Miglior canzone country
- City of New Orleans - Willie Nelson, Steve Goodman

### Pop

#### Miglior interpretazione pop vocale femminile
- Tina Turner - What's Love Got to Do with It
- Sheila E. - The Glamorous Life
- Sheena Easton - Strut
- Cyndi Lauper - Girls Just Want to Have Fun
- Deniece Williams - Let's Hear It for the Boy

#### Miglior interpretazione pop vocale maschile
- Phil Collins - Against All Odds (Take a Look at Me Now)
- Kenny Loggins - Footloose
- Lionel Richie - Hello
- Stevie Wonder - I Just Called to Say I Love You
- John Waite - Missing You

#### Miglior interpretazione pop vocale di un gruppo/duo
- Jump (for My Love) - The Pointer Sisters

### Produzione

#### Produttore dell'anno, non classico
- James Anthony Carmichael e Lionel Richie (ex aequo)
- David Foster (ex aequo)
- Prince e the Revolution
- Robert John "Mutt" Lange e The Cars
- Michael Omartian

### Reggae

#### Miglior registrazione reggae
- Anthem - Black Uhuru
- Reggae Nights - Jimmy Cliff
- Steppin' Out - Steel Pulse
- Captured Live - Peter Tosh
- King Yellowman - Yellowman

### R&B

#### Miglior canzone R&B
- I Feel per You, scritta da Prince, eseguita da Chaka Khan
- Dancing in the Sheets, scritta da Bill Wolfer e Dean Pitchford, eseguita da Shalamar
- Yah Mo B There, scritta da James Ingram, Michael McDonald, Rod Temperton e Quincy Jones, eseguita da James Ingram e Michael McDonald
- Caribbean Queen, scritta da Keith Diamond & Billy Ocean, eseguita da Billy Ocean
- The Glamorous Life, scritta da Prince, eseguita da Sheila E.

### Rock

#### Miglior interpretazione rock vocale femminile
- Tina Turner - Better Be Good to Me
- Lita Ford – Dancin' on the Edge
- Bonnie Tyler – Here She Comes
- Wendy O. Williams – WOW
- Pia Zadora – Rock It Out

#### Miglior interpretazione rock vocale maschile
- Bruce Springsteen - Dancing in the Dark
- David Bowie – Blue Jean
- Billy Idol – Rebel Yell
- Elton John – Restless
- John Cougar Mellencamp – Pink Houses

#### Miglior interpretazione rock vocale di un gruppo/duo
- Prince and the Revolution - Purple Rain
- The Cars – Heartbeat City
- Genesis – Genesis
- Van Halen – Jump
- Yes – 90125

### Videoclip

#### Miglior videoclip
- Jazzin' for Blue Jean - David Bowie
- Ashford & Simpson - Ashford & Simpson
- Phil Collins - Phil Collins
- Thomas Dolby - Thomas Dolby
- Twist of Fate - Olivia Newton-John
- Scenic Views - Rubber Rodeo